# Campeonato Carioca de Futebol de 1953
O Campeonato Carioca de Futebol de 1953 foi a 55.ª edição deste certame. Organizado pela FMF, o torneio foi disputado por doze equipes. Foi disputado por pontos corridos em turno e returno. Os seis primeiros disputaram um hexagonal em jogos únicos.

## Classificação Final
| Pos. | Equipes       | Pts | J  | V  | E  | D  | GP | GC | SG  |
| ---- | ------------- | --- | -- | -- | -- | -- | -- | -- | --- |
| 1    | Flamengo      | 46  | 27 | 21 | 4  | 2  | 77 | 27 | 50  |
| 2    | Fluminense    | 43  | 27 | 19 | 3  | 5  | 65 | 30 | 35  |
| 3    | Botafogo      | 37  | 27 | 16 | 5  | 6  | 52 | 38 | 24  |
| 4    | Vasco da Gama | 34  | 27 | 12 | 10 | 5  | 68 | 40 | 28  |
| 5    | America       | 29  | 27 | 12 | 5  | 10 | 50 | 39 | 11  |
| 6    | Bangu         | 28  | 27 | 11 | 6  | 10 | 48 | 48 | 0   |
| 7    | Madureira     | 20  | 22 | 7  | 6  | 9  | 18 | 43 | –25 |
| 8    | Olaria        | 15  | 22 | 4  | 7  | 11 | 28 | 39 | –11 |
| 9    | São Cristóvão | 15  | 22 | 4  | 7  | 11 | 25 | 39 | –14 |
| 10   | Bonsucesso    | 12  | 22 | 4  | 4  | 14 | 33 | 51 | –18 |
| 11   | Portuguesa    | 10  | 22 | 5  | 0  | 17 | 20 | 56 | –36 |
| 12   | Canto do Rio  | 7   | 22 | 2  | 3  | 17 | 20 | 64 | –44 |

## Premiação
| Campeonato Carioca de 1953    |
| ----------------------------- |
| Rio de Janeiro                |
| Flamengo Campeão (11º título) |